# Эффект Петко
Эффект Петко — сильный радиобиологический эффект сверхмалых доз радиации. При их длительном воздействии, выражающийся в обратной зависимости от мощности дозы и гиперрадиочувствительности клеток  (Abram Petkau,1972).
Эффект связан с повреждением мембран.
Зависимость радиобиологических эффектов от мощности дозы удобно оценивать также по показателям проявления адаптивного ответа.
Прямая или обратная зависимости радиобиологического эффекта от мощности дозы облучения в малых дозах обнаружены при использовании в качестве показателей реакции и других физиологических, биохимических, цитогенетических характеристик клеток и целостных организмов.